# Enkianthus quinqueflorus
Enkianthus quinqueflorus là một loài thực vật có hoa trong họ Thạch nam. Loài này được Lour. mô tả khoa học đầu tiên năm 1790.

## Hình ảnh

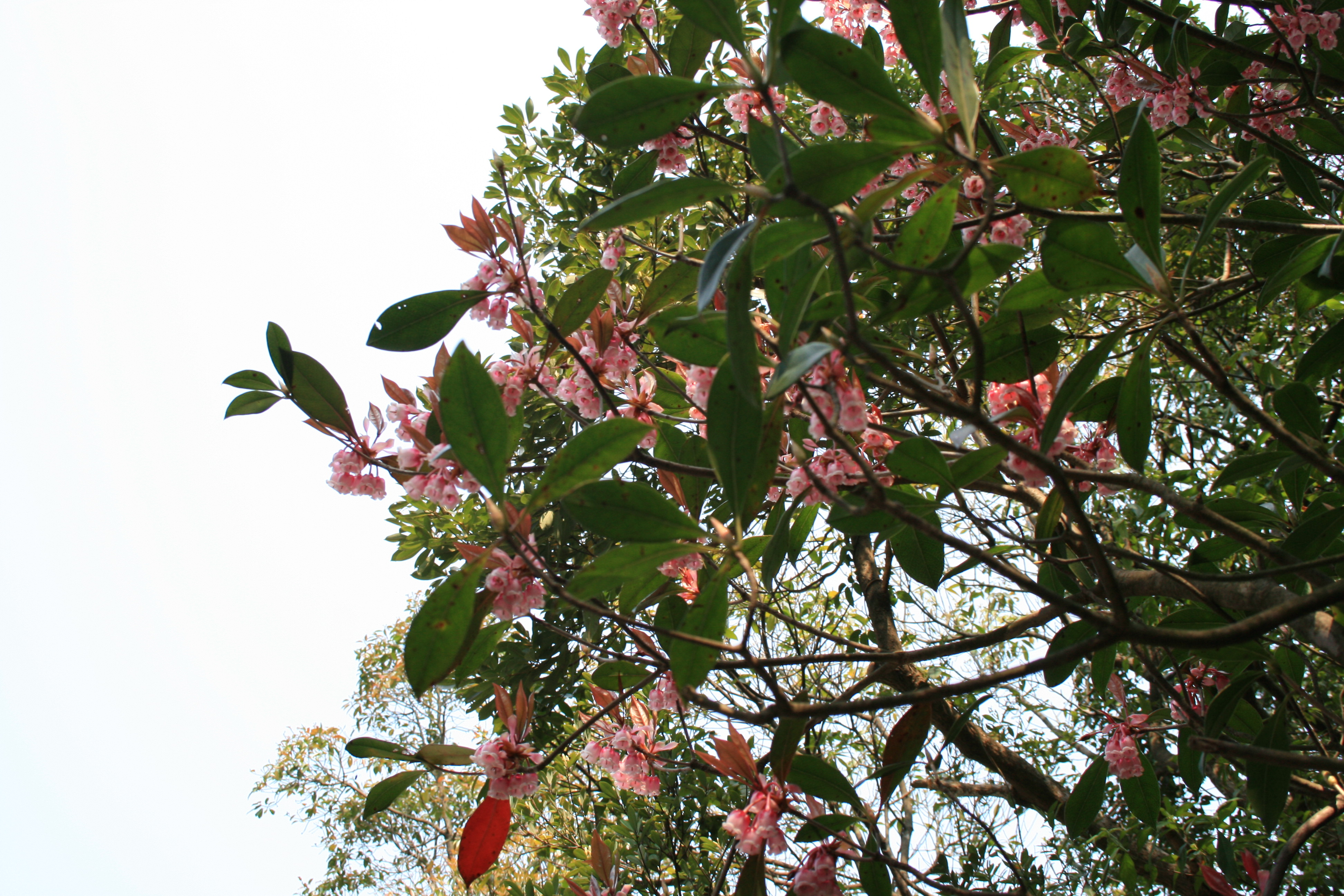
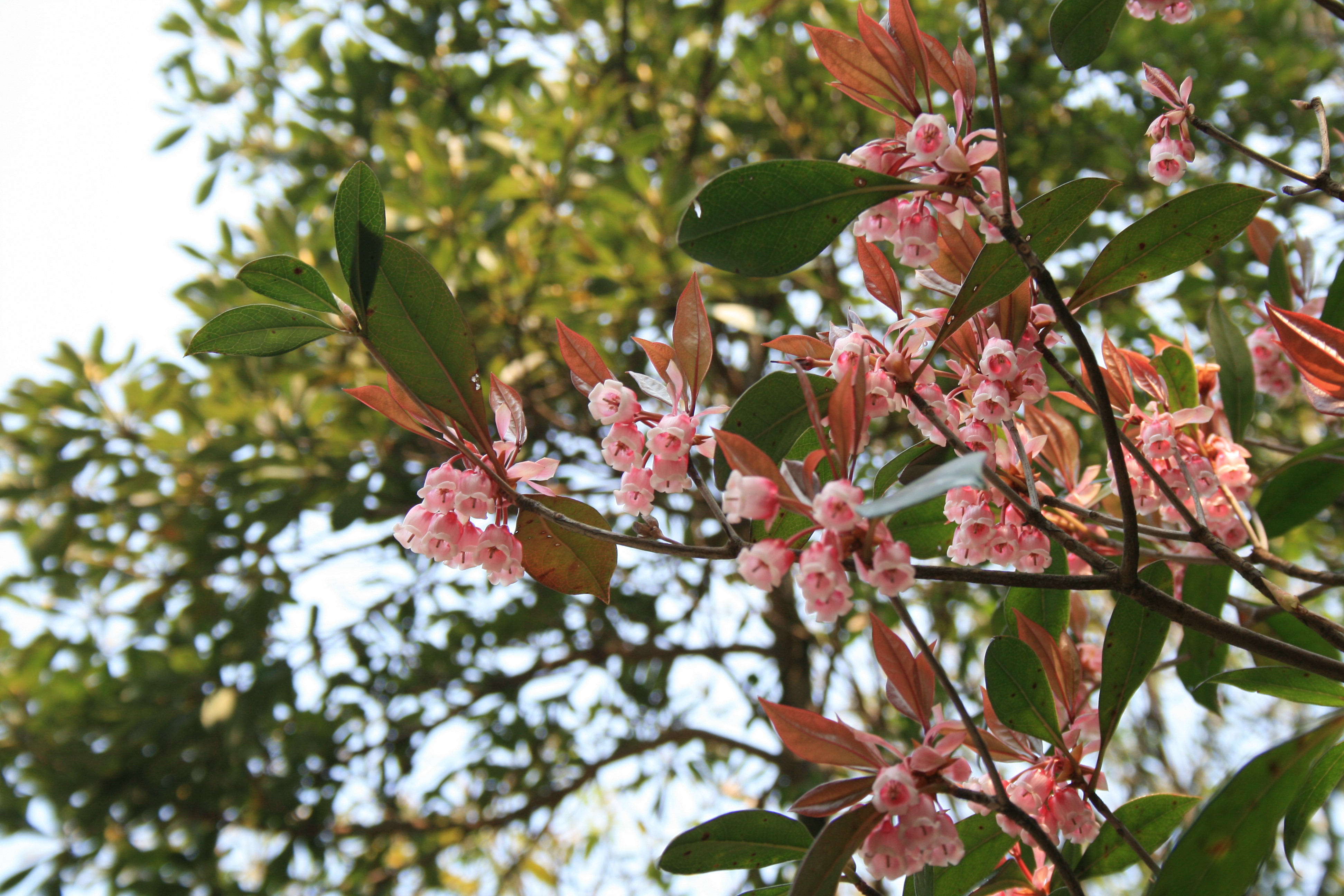
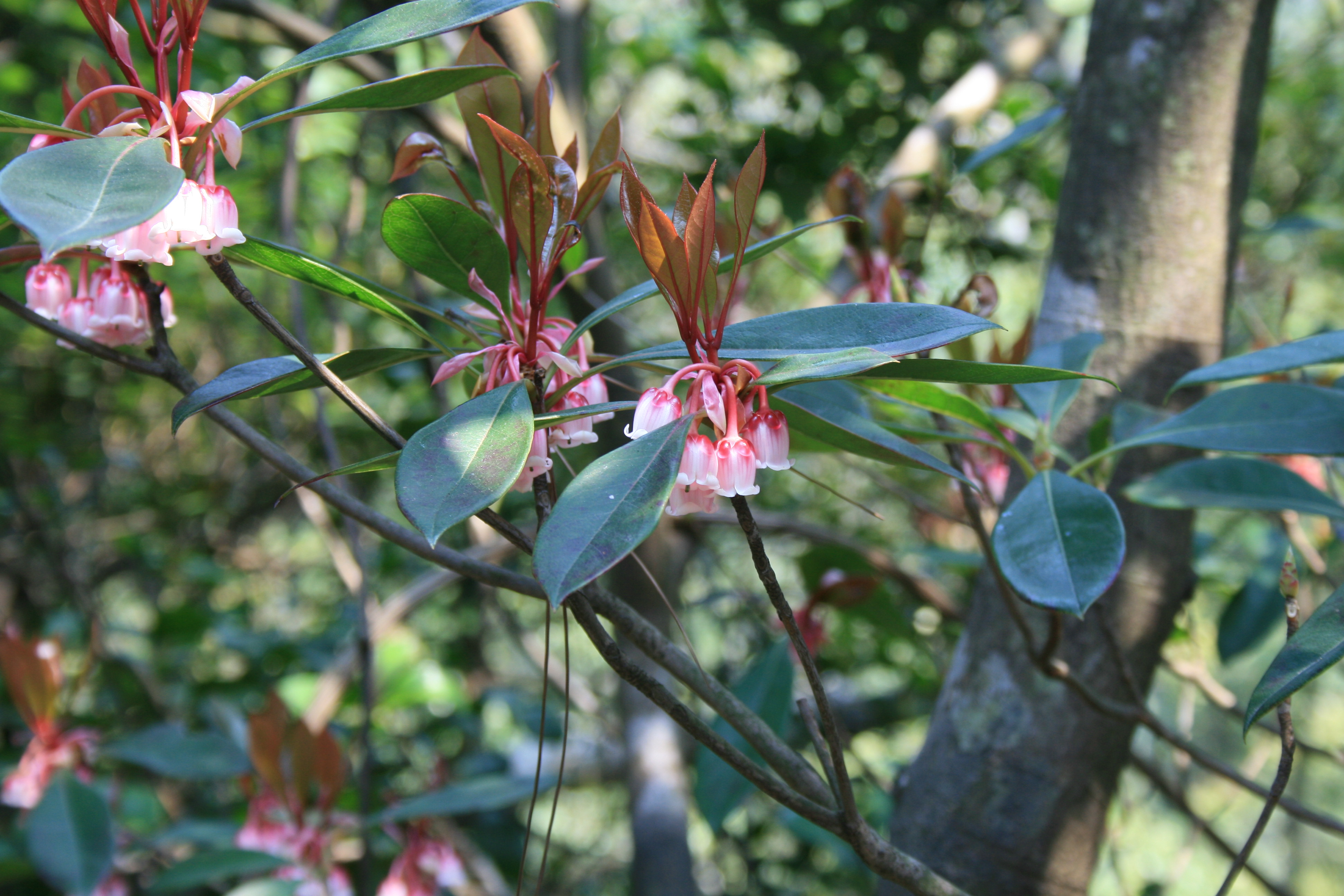